# U 171 (Kriegsmarine)
De U 171 was een type IXC U-boot van de Duitse Kriegsmarine tijdens de Tweede Wereldoorlog. Kapitänleutnant Günther Pfeffer voerde het bevel toen de U-boot zonk tijdens zijn eerste operationele missie op 9 oktober 1942.

## Geschiedenis
De U 171 werd op 25 oktober 1941 in dienst genomen in Bremen en vertrok naar Onderzeebootbasis Lorient. Daar werd hij ingedeeld in het 4. Unterseebootsflottille voor trainingsmissies. Op 1 juli volgde indeling in het 10. Unterseebootsflottille en vertrok de U-boot op zijn eerste gevechtsmissie. Deze missie duurde 115 dagen en voerde de U 171 naar de Golf van Mexico.

## Ondergang
Op 9 oktober kwam de U 171 aan op de ontmoetingsplaats nabij Lorient, drie uur vroeger dan voorzien. In plaats van op het voorziene escorte van mijnenjagers te wachten, besloot Kapitänleutnant Günther Pfeffer om alleen verder te varen naar de basis van Keroman in Lorient. Onder dekking van een Junkers Ju52/3m MS "Mausi" voer de onderzeeër aan de oppervlakte toen hij om 13:45 een Britse magnetische zeemijn raakte. Van de 49 opvarenden overleefden er 27, waaronder de commandant Pfeffer. Van de overlevenden slaagden 19 erin om via de torpedobuizen naar de oppervlakte te zwemmen.

## Wrak
In juli 1982 werd het wrak van de U 171 gelokaliseerd door een Franse mijnenjager in positie 47° 69′ 53″ NB, 3° 34′ 77″ OL op een diepte van 38 meter. Het wrak ligt ten westen van het Île de Groix op ongeveer 45 minuten varen van Lorient. Sindsdien is het wrak een geliefkoosd doel van duikers. De voorzijde is zwaar beschadigd, eerst door de explosie van de zeemijn, vervolgens door de Franse marine die de resterende munitie aan boord heeft doen ontploffen.